# Ивана Туфегџић
Ивана Туфегџић (Скопље, 11. фебруар 1993) је македонски политичар и тренутно независни посланик у деветом сазиву Собрања Северне Македоније. Завршила је гимназију „Орце Николов” у Скопљу, а затим дипломирала политичке науке на Правном факултету „Јустинијан I” Универзитета у Скопљу. На парламентарним изборима 2016. године Туфегџић је постала посланик као кандидат СДСМ Зорана Заева у првој изборниј јединици, где је странка освојила десет посланичких места.
Туфегџић је претходно била један од представника Студентског пленума у преговорима са министарством образовања у изради новог закона о високом образовању, као и учесник протеста против закона за увођење државног испита на факултетима. Као грађански активиста учествује у низу протеста „Шарене револуције” против одлуке председника државе Ђорга Иванова да помилује 56 лица обухваћених истрагом Специјалног јавног тужилаштва.